# 孔雀石
孔雀石（くじゃくいし、英: malachite、マラカイト）は、緑色の単斜晶系の鉱物で、もっとも一般的な銅の二次鉱物である。

## 性質
化学組成は、炭酸水酸化銅 Cu2CO3(OH)2 であり、銅製品にできるサビの緑青の主成分と同じである。皮膜状、粉状、微結晶の集合体(塊状や層状など)などの形態で産出する。
ブロシャン銅鉱（Cu4(SO4)(OH)6）や擬孔雀石（Cu5(PO4)2(OH)4・H2O）に外観がよく似ているが、希塩酸などの酸に溶けるときに発泡するかどうかで区別できる。

## 産出
孔雀石は銅を含むもっとも一般的な二次鉱物であり、一次鉱床の銅鉱石が大気中の二酸化炭素や地下水の作用によって風化し、銅化合物が濃集して形成された二次鉱床として一次鉱床の周辺などに分布する。黄銅鉱から生成した孔雀石には、まだ中心部に黄銅鉱を残したまま発見されたものもある。
現在ではロシアのウラル山地、次いで南アフリカが主な産地となっている。ウラルでは建築建材に利用できるほど大きな孔雀石を産出する。日本国内では小規模なものながらも各地の鉱山に産出し、著名な産地としては秋田県中央部の銅山である荒川鉱山（協和町）があった。

## 名前の由来と利用

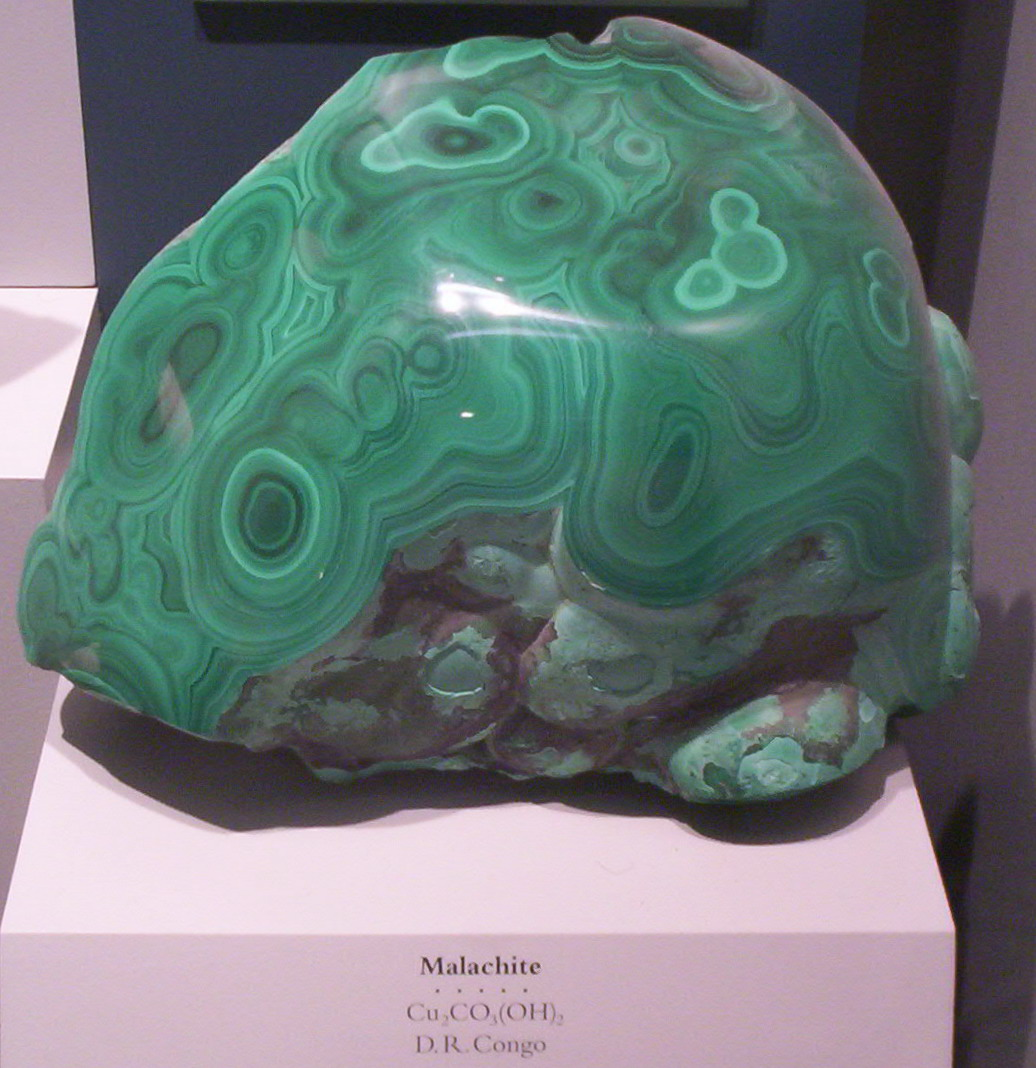
孔雀石の名は孔雀の羽の模様に似ていることから付けられた

孔雀石の名は微結晶の集合体の縞模様が孔雀の羽の模様に似ていることに由来する。
英語起源のマラカイトなど欧語表記はギリシア語のμαλάχη（アオイ科の植物の名称）に由来する。
孔雀石は紀元前2000年ごろのエジプトですでに宝石として利用されていた。当時のエジプト人はラピスラズリ（青）や紅玉髄（赤）などと組合せ、特定のシンボルを表す装身具に用いた。現在でも、美しい塊は研磨して貴石として扱われ、アクセサリーなどの宝飾にも用いられるが、モース硬度3.5-4と柔らかい鉱物であることから、硬度7以上を定義とする宝石には合致しない。
銅鉱石として利用されたこともあるが、現在では高品位の銅鉱石と競争できないため、ほとんど使われていない。ただ、銅を取り出す実験材料として用いられることがある。
孔雀石の粉末は、顔料（岩絵具）として古来から使用されている。この顔料は「岩緑青」、「マウンテングリーン」、古名では「青丹（あおに）」と呼ばれる。クレオパトラがアイシャドーに使っていたことはよく知られている。
銅の炎色反応を利用した花火の発色剤としても重用される。
墨のように硯ですることによって、雅楽の楽器である笙の青石としても用いられる。